# The O2 Arena
The O2 Arena (estilizado como O₂), llamado The Dome popularmente y North Greenwich Arena durante los Juegos Olímpicos de Londres 2012 y los Juegos Paralímpicos de Londres 2012, es una arena multiusos ubicada en el centro de la Millennium Dome, del que ocupa el 40%, en el complejo de entretenimiento The O2. Es la segunda arena cubierta más grande del Reino Unido, detrás del Manchester Arena, pero es el recinto musical con más capacidad, superando al Madison Square Garden de Nueva York en 2008.

## Historia
Tras el cierre del Millennium Dome a fines del 2000, el recinto fue adquirido por Meridian Delta Ltd. en diciembre de 2001, para la reurbanización como un complejo de entretenimiento, incluyendo un estadio cubierto, la construcción de la arena comenzó en 2003 y finalizó en 2007.
Debido a la imposibilidad de usar grúas en su interior, las gradas se construyeron de la arena, para luego levantarlas.

## Eventos musicales
El 24 de junio de 2007, la banda de rock Bon Jovi dio el primer concierto, en julio de 2007 el cantante Justin Timberlake realizó cinco conciertos y el 21 de julio, la banda británica Keane realizó uno de sus conciertos más famosos, que fue lanzado en DVD como parte de Under the Iron Sea Tour.
El 10 de diciembre de 2007, los medios de comunicación, las noticias y hasta los fanáticos estallaron con la confirmación de una de las reuniones más importantes en la historia del rock and roll. La mítica banda británica de rock Led Zeppelin realizó el Concierto Homenaje a Ahmet Ertegün en memoria del ejecutivo musical del sello discográfico Atlantic Records.
Histórico evento donde bajo la participación de Robert Plant, Jimmy Page, John Paul Jones y Jason Bonham, hijo del fallecido baterista exmiembro John Bonham, se interpretaron 16 canciones de la banda, entre ellas Stairway to Heaven, Whole Lotta Love, Kashmir y No Quarter. También se llevó a cabo la filmación de su propia película/concierto Celebration Day, la cual recaudó más de 2 millones de dólares. El concierto benéfico para la Fundación de Educación Ahmet Ertegün, confirmó una asistencia saturada de 20.000 personas, un éxito definitivo sold-out.
En agosto de 2008 fue el concierto del DJ holandés Tiësto y el concierto del grupo de punk, Green Day en 2009. También se llevó a cabo el concierto del dúo Pet Shop Boys con su gira Pandemonium en 2009. En diciembre de 2009, el trío Depeche Mode, hizo dos conciertos, teniendo que realizar otro concierto para febrero de 2010, dentro del Tour of the Universe. El último evento de 2009 fue el concierto de la cantante Miley Cyrus, parte de su gira mundial Wonder World Tour.
El 5 de marzo de 2009 el cantante estadounidense Michael Jackson anuncia su vuelta a los escenarios en una serie de diez conciertos que tendrían lugar en el Millennium Dome de Londres bajo el título This Is It. Posteriormente y dado el éxito de la venta de entradas se decidió programar cuarenta conciertos más hasta un total de cincuenta que comenzarían el 13 de julio y finalizarían el 6 de marzo de 2010. La gira completa quedó cancelada el 25 de junio, tres semanas antes del primer concierto, al fallecer el Rey del Pop en su mansión de Bel-Air (Los Ángeles, California) a causa de una sobredosificación del anestésico propofol.
También se han presentados otros artistas como The Cure, Muse, TWICE, Prince, The Rolling Stones, Iron Maiden, Scorpions, Megadeth, Westlife, Backstreet Boys, Spice Girls, Little Mix, Maroon 5, The Black Eyed Peas, Alter Bridge, Bring Me The Horizon, Robbie Williams, Kylie Minogue, Erasure, Elton John, Roger Waters, Whitney Houston, Keane, Coldplay, Rihanna, Michael Bublé, Céline Dion, Pink, Usher, Justin Bieber, One Direction, Jennifer Lopez, Mariah Carey, Shakira, Beyoncé, Britney Spears, Lady Gaga, Madonna, Adele, Katy Perry, Taylor Swift, The Vamps, The 1975, Bruno Mars, Ariana Grande, U2, Pet Shop Boys,  Depeche Mode, Ed Sheeran, Shawn Mendes, Sam Smith, Demi Lovato, Leona Lewis, BTS, Dua Lipa, Rammstein, Karol G, Simple Minds, BLACKPINK, Def Leppard, Rosalía y Billie Eilish. 

### Acontecimientos deportivos
La Asociación de Tenistas Profesionales celebra desde 2009 la Tennis Masters Cup, ahora llamada Barclays ATP World Tour Finals, y organizó dos partidos de la Liga Nacional de Hockey para inaugurar la temporada 2007-08 el 29 y 30 de septiembre, entre Los Angeles Kings (propiedad de Anschutz) y sus rivales regionales del sur de California, los Anaheim Ducks.
The O2 albergó el Campeonato Mundial de Gimnasia de 2009. En los Juegos Olímpicos de Londres 2012 fue usado para la competición de gimnasia artística, en la cual tuvo una capacidad de 16.500 espectadores, y para las finales de baloncesto, tuvo una capacidad de 20.000. Las rondas anteriores de baloncesto tuvieron lugar en uno de los pabellones del Olympic Park.
Durante los Juegos Olímpicos y Paralímpicos de Verano de 2012, el lugar fue llamado "North Greenwich Arena" debido a las regulaciones de los Juegos Olímpicos respecto al patrocinio corporativo de los recintos en los que se celebran los juegos.